# Tilapia dageti
Tilapia dageti és una espècie de peix de la família dels cíclids i de l'ordre dels perciformes.

## Morfologia
Els mascles poden assolir els 40 cm de longitud total i els 1.000 g de pes.

## Distribució geogràfica
Es troba a Àfrica: riu Níger, llac Txad i el curs superior del riu Senegal.